# Farm Out
Farm Out (lub też ...Farm Out!) - drugi album grupy Rednex, wydany w roku 2000.

## Lista utworów
1. "Intro - Fresh Pigs And More" - 1:00
2. "The Spirit Of The Hawk" (F.A.F. Radio Mix) - 3:57
3. "The Way I Mate" - 3:43
4. "The Devil Went Down To Georgia" - 3:35
5. "Hold Me For A While" - 4:44
6. "Boring..." - 0:28
7. "Where You Gonna Go" - 3:23
8. "Maggie Moonshine" (Extended Version) - 4:20
9. "Animal In The Rain" - 0:11
10. "Ranger Jack" - 4:15
11. "Get The Truck Loaded" - 3:43
12. "Message From Our Sponsors" - 0:49
13. "Is He Alive" - 3:22
14. "McKenzie Brothers II (Continued...)" - 3:58
15. "Bottleneck Bob 2000" - 3:38